# 越後伝吉
越後 伝吉（えちご でんきち）は、講談、歌舞伎などに登場する人物。大岡政談に付会される。
津村淙庵の「譚海」にしるされた物語が神田伯龍が述作した講談、実録においておこなわれた。
あらすじは、越後国の伝吉は父の遺言によって、不身持ちで家出したおば、お早の面倒を見、その娘お梅と結婚したが、家産が傾いたので江戸に出て吉原の三浦屋に奉公し、苦労したあげく100両のたくわえをもって故郷に帰る途中、護摩の灰（ごまのはい。旅人をよそおった盗賊）につけられたので、野尻の近江屋の女中おせんの好意でかねをあずかってもらい、証拠の櫛をふところに家に帰ると、お早母子は庄次父子と密通し、伝吉の帰郷を邪魔がって猿島河原の飛脚ごろしの罪をなすりつけ、野尻の宿にあずけた100両をだましとったので、おせんが苦労して大岡忠相に訴えてことの理非が明白となり、伝吉は青天白日の身となり、あらためておせんと結婚した。